# Il giro più pazzo del mondo
Il giro più pazzo del mondo è un romanzo pubblicato dalla scrittrice britannica Scarlett Thomas per la prima volta nel 2002 e nel 2010 in lingua italiana.

## Trama
Luke, giovane simpatico e intelligente, vive una vita normale entro i limiti del possibile. Il ragazzo infatti soffre di una grave allergia alla luce del sole che gli impedisce di uscire di casa.
I suoi unici svaghi sono la televisione, il computer, i libri e le visite degli amici, tra cui quelle di Julie.
Julie è la sua migliore amica da moltissimo tempo: i due hanno un legame molto forte e particolare.
Un giorno il ragazzo riceve un'e-mail da un guru, che gli promette di guarire la sua malattia, così insieme a Julie e altri amici, dovrà per il Galles. Il ragazzo non ha più scuse: uscirà di casa e vedrà il mondo reale, protetto da una tuta da astronauta e dall'amore di Julie.